# Extraordinária Graça
Extraordinária Graça é um álbum ao vivo de Aline Barros, gravado no HSBC Arena em 13 de junho de 2015.
O DVD foi dirigido por Anselmo Troncoso, com produção musical de Ruben di Souza. O repertório do CD/DVD é formado por músicas dos álbuns Extraordinário Amor de Deus (2011) e Graça (2013) ambos premiados com o Grammy Latino como melhores álbuns de música cristã em língua portuguesa.
A Estrutura do Evento foi com tecnologia de ponta e o palco um dos maiores em que a cantora já se apresentou. Pra ter noção da grandiosidade do evento seguem alguns números: 1.080m2 de palco, 360m2 de led, 8 toneladas em estrutura e equipamento de luz, mais de 300 profissionais envolvidos em 7 dias de montagem.
O projeto gráfico foi realizado pela Agência mineira Quartel Design.
O show teve as participações de Fernandinho e Bruna Karla, na música "Rendido Estou (Arms Open Wide)".

## Faixas

### CD
1. Revolução
2. Geração Bem Aventurada
3. Vitória no Deserto
4. Lugar Seguro
5. Primeira Essência (Jardim Particular)
6. Entrega / A Deus Toda Glória (Surrender / My Tribute Aka to God Be the Glory)
7. Casa do Pai
8. Rendido Estou (Arms Open Wide)
9. Esperança
10. Ressuscita-me
11. Porque Ele Vive (Because He Lives)
12. Profetas Dessa Geração
13. Somos Livres
14. Tua Palavra
15. Teus Pra Sempre (Yours Forever)

### DVD
1. Revolução
2. Geração Bem Aventurada
3. Vitória no Deserto
4. Lugar Seguro
5. Primeira Essência (Jardim Particular)
6. O Hino
7. Entrega / A Deus Toda Glória (Surrender / My Tribute Aka to God Be the Glory)
8. Casa do Pai
9. Santo
10. Rendido Estou (Arms Open Wide)
11. Esperança
12. Ressuscita-me
13. Porque Ele Vive (Because He Lives)
14. Profetas Dessa Geração
15. Somos Livres
16. Tua Palavra
17. Teus Pra Sempre (Yours Forever)

## Crítica
A resenha do site Super gospel deu uma nota positiva ao disco, 4 de 5 estrelas. dizendo que: "é um bom album ao vivo mais não é o mais maduro da carreira de Aline Barros".